# Umgebungsbasis
Als Umgebungsbasis bezeichnet man in der Topologie, einem Teilgebiet der Mathematik, ein spezielles Mengensystem. Über die Eigenschaften von Umgebungsbasen lassen sich spezielle Klassen von topologischen Räumen wie lokalkompakte Räume und lokalkonvexe Räume definieren. Außerdem greift das erste Abzählbarkeitsaxiom auf die Mächtigkeit der Umgebungsbasis zurück und impliziert damit grundlegende strukturelle topologische Eigenschaften.
Wichtiger Spezialfall von Umgebungsbasen sind Nullumgebungsbasen.

## Definition
Gegeben sei ein topologischer Raum {\displaystyle (X,\tau )} und darin ein {\displaystyle x\in X}. 
Dann heißt eine Familie 
{\displaystyle {\mathcal {U}}_{x}:=(U_{x,i})_{i\in I}}
von Umgebungen von {\displaystyle x} eine Umgebungsbasis von {\displaystyle x}, wenn jede Umgebung von {\displaystyle x} Obermenge einer der Mengen {\displaystyle U_{x,i}} für mindestens ein {\displaystyle i\in I} ist.

## Beispiele
Betrachtet man den {\displaystyle \mathbb {R} ^{n}}, versehen mit einer beliebigen Norm {\displaystyle \|\cdot \|}, so ist
{\displaystyle B_{r}(x):=\{y\in \mathbb {R} ^{n}\,|\,\|x-y\|<r\}}
die offene Kugel mit Radius {\displaystyle r} um den Punkt {\displaystyle x}. Eine Umgebungsbasis bezüglich der Normtopologie wird dann gebildet von
{\displaystyle {\mathcal {U}}_{x}:=\{B_{r}(x)\,|\,r\in (0,\infty )\}}.
In diesem Fall lässt sich auch eine abzählbare Umgebungsbasis definieren durch
{\displaystyle {\mathcal {U}}_{x}:=\{B_{\tfrac {1}{k}}(x)\,|\,k\in \mathbb {N} \}}.
Analog lässt sich in jedem metrischen Raum {\displaystyle (X,d)} eine (abzählbare) Umgebungsbasis bezüglich der von der Metrik erzeugten Topologie über die offenen Kugeln
{\displaystyle B_{r}(x):=\{y\in X\,|\,d(x,y)<r\}}
definieren.

## Spezialfall Nullumgebungsbasis
Liegt ein topologischer Vektorraum {\displaystyle X} vor, so wird eine aus Umgebungen von {\displaystyle 0\in X} bestehende Umgebungsbasis {\displaystyle {\mathcal {U}}_{0}=(U_{0,i})_{i\in I}} auch als Nullumgebungsbasis bezeichnet. Für jeden Punkt {\displaystyle x\in X} und jede derartige Nullumgebungsbasis {\displaystyle {\mathcal {U}}_{0}} gewinnt man eine Umgebungsbasis {\displaystyle {\mathcal {U}}_{x}} von {\displaystyle x} durch Translation:
{\displaystyle {\mathcal {U}}_{x}:=x+{\mathcal {U}}_{0}:=(x+U_{0,i})_{i\in I}\;.}

## Verwandte Begriffe
Als Umgebungsfilter oder Umgebungssystem von {\displaystyle x} wird die Menge aller Umgebungen von {\displaystyle x} bezeichnet. Der Umgebungsfilter von {\displaystyle x} ist folglich die größtmögliche Umgebungsbasis von {\displaystyle x} und dem Namen entsprechend ein Filter.

## Eigenschaften
Besitzt ein topologischer Raum eine höchstens abzählbare Umgebungsbasis, so sagt man, dass er das erste Abzählbarkeitsaxiom erfüllt. Solche Räume sind aus mathematischer Sicht "klein" und leichter zu handhaben.